# ولاية القيروان
ولاية القيروان هي إحدى ولايات الجمهورية التونسية الـ24. تقع الولاية في منطقة الوسط التونسي حيث تحدّها شمالا ولاية زغوان، غربا ولايتي سليانة وسيدي بوزيد، جنوبا ولاية صفاقس وشرقا ولايتي سوسة والمهدية. يقع مركز الولاية في مدينة القيروان.
تغطي الولاية مساحة مقدارها 6.712 كم2 ويزيد عدد سكانها عن أكثر من نصف مليون نسمة. تبلغ نسبة التمدّن 30% يقطن 85% منهم مدينة القيروان بينما تتوزع البقية على مدن منها، السبيخة والوسلاتية وحفوز ونصر الله وحاجب العيون.

## التاريخ
تكونت الولاية حول مدينة القيروان التي أسسها عقبة بن نافع سنة 667، ثم دمرها الخوارج. وفي 21 جوان 1956 تأسست الولاية أثناء أول تقسيم لولايات الجمهورية التونسية بعد الاستقلال.

## معطيات وديموغرافية
يبلغ معدّل النمو الديموغرافي نسبة 1,91% وتصل نسبة التمدرس لمن تتراوح أعمارهم بين 6 و 12 سنة الـ 92% في حين تنخفض هذه النسبة إلى 52,2% لمن تتراوح أعمارهم بين 13 و 19 سنة.
| المعتمدية                      | عدد السكان (2004) |
| ------------------------------ | ----------------- |
| بوحجلة                         | 70٬589            |
| الشبيكة                        | 33٬889            |
| الشراردة                       | 25٬903            |
| العلا                          | 31٬773            |
| حفوز                           | 43٬792            |
| حاجب العيون                    | 35٬403            |
| القيروان الشمالية              | 83٬794            |
| القيروان الجنوبية              | 80٬444            |
| نصر الله                       | 37٬112            |
| الوسلاتية                      | 36٬195            |
| السبيخة                        | 67٬315            |
| المصدر : المعهد الوطني للإحصاء |                   |

## الجغرافيا
تقع ولاية القيروان في وسط الجمهورية التونسية وتحدها ستة ولايات وهي المهدية، سوسة، سيدي بوزيد، صفاقس، سليانة وزغوان. ويقع مركز الولاية على بعد 160 كلم من تونس العاصمة.

## التقسيم الإداري

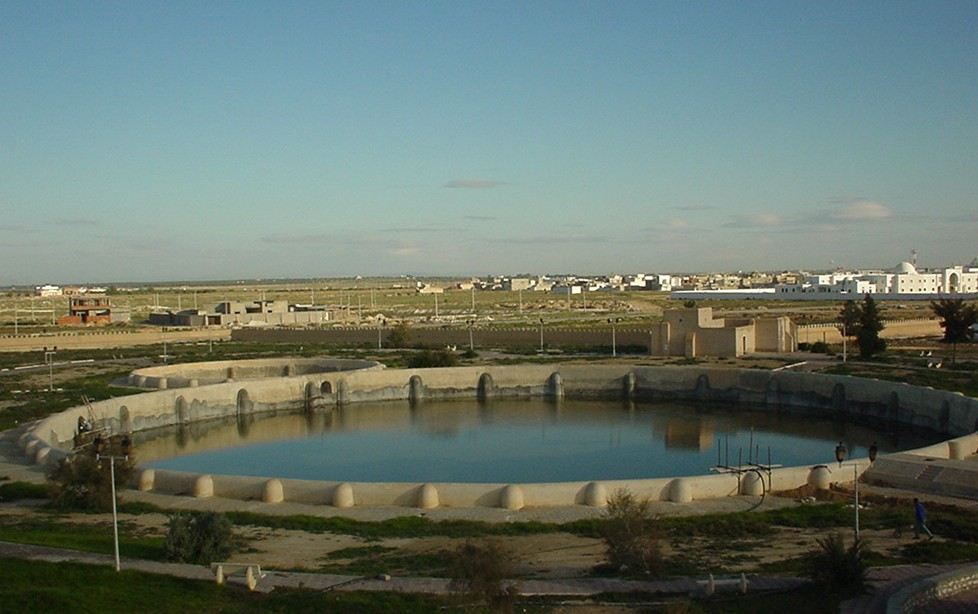
فسقية بطراز الأغالبة.

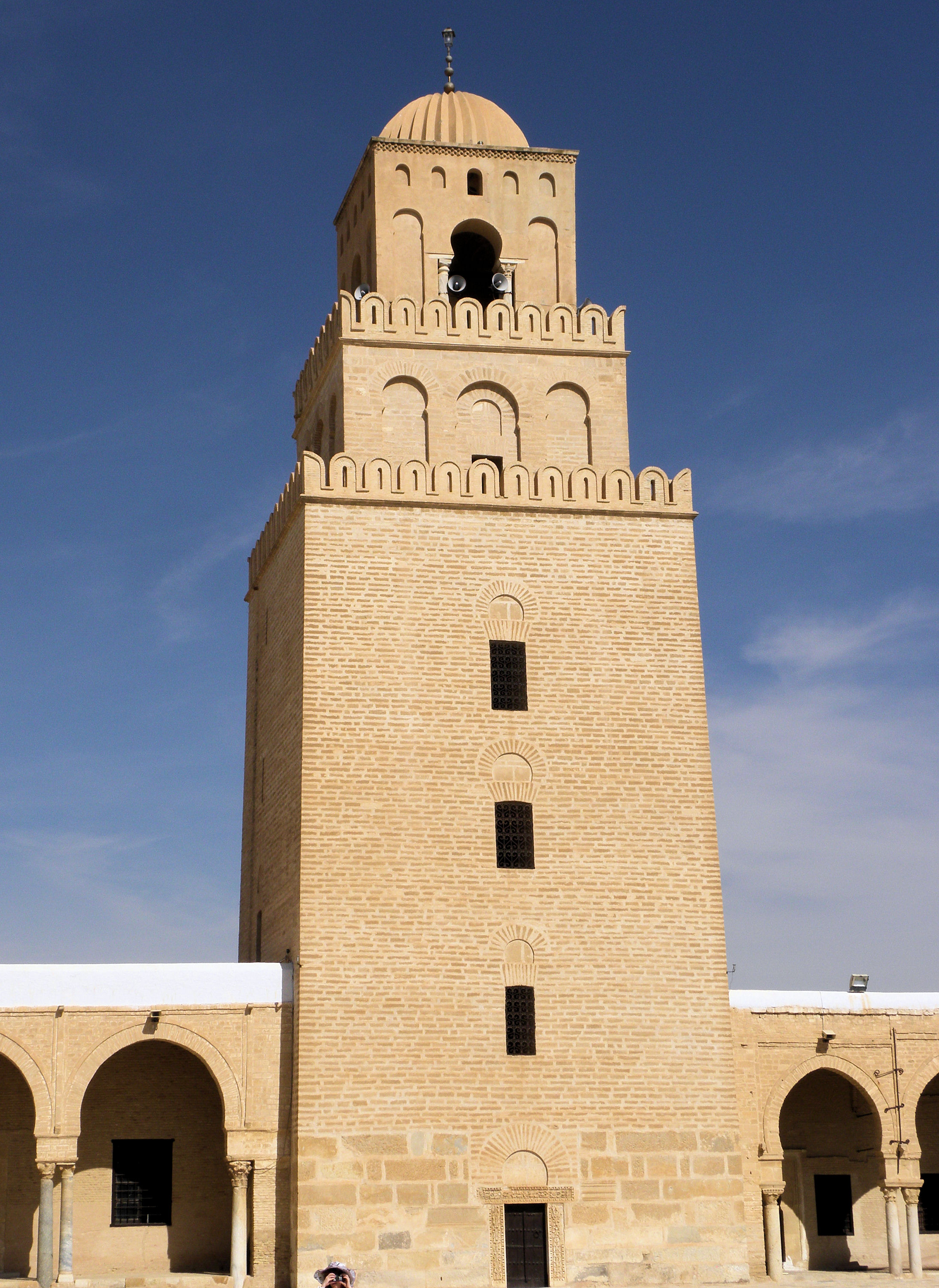
مئذنة جامع عقبة تعد من أقدم المآذن في العالم الإسلامي وهي تتكون من ثلاث طبقات ويصل ارتفاعها إلى 31.5 مترا

تنقسم ولاية القيروان إلى 11 معتمدية وتنقسم هذه المعتمديات إلى عمادات يبلغ عددها الـ91 عمادة. كما يبلغ عدد بلديات الولاية 12 بلدية.

## السياسة

### الولاة
يوجد أسفله قائمة ولاة القيروان منذ الاستقلال:
| - 1956 - 1964: عمر شاشية - 1964: محسن بالعلجية - 1964 - 1969: منجي فقيه - 1969 - 1970: عمر مصدق | - 1970 - 1972: سليم علولو - 1972 - 1978: الطاهر بوسمة - 1978 - 1979: الهادي علية - 1979 - 1981: بشير الحميدي - 1981 - 1982: عبد السلام بن عمار | - 1982 - 1984: الشاذلي النفاتي - 1984 - 1987: خالد قزمير - 1987 - 1988: رفيق بالحاج قاسم - 1988 - 1991: كمال الحاج ساسي - 1991 - 1992: سالم المكي | - 1992 - 1993: نور الدين الحفصي - 1993 - 1994: صالح الجويني - 1994 - 2000: جمال بوسليمي - 2000 - 2001: الحبيب بن قمرة - 2001 - 2004: الحبيب عوال | - 2004 - 2007: نجيب برك الله - 2007 - 2011: ياسين بربوش - 2011: عبد الجليل بن حسن - 2011 - 2012: محمد الصحراوي - 2012 - 2013: عبد المجيد الأغوان | - 2013 - 2014: عبد الناصر اللافي - 2014 - 2015: محسن المنصوري - 2015 - 2016: شكري بن حسن - 2016 - 2017: توفيق الورتاني - 2017 - 2019: منير حامدي |

- 2019 - الآن: محمد بورقيبة [7]

## التعيلم
تضم ولاية القيروان أحد أكبر أقطاب التعليم العالي في جهة الوسط للجمهورية التونسية، حيث تحتوي جامعة القيروان المتكونة من كلية الآداب والعلوم الإنسانية وثمانية معاهد عليا. إضافة عدد هام من المعاهد الثانوية والمدارس الإعدادية .

## الرياضة
ينشط في ولاية القيروان العديد من الأندية الرياضية، أبرزها الشبيبة الرياضية القيروانية. وينتمي النادي إلي الرابطة التونسية المحترفة الأولى لكرة القدم وينشط في ملعب علي الزواوي الذي يتسع لخمسة عشر ألف متفرج.

## من أعلام الولاية
| - أبو العباس عبد الله بن إبراهيم - أبو جعفر الأربسي - أبو زمعة البلوي - أحمد الطويلي - أحمد بن الجزار - ابن أبي زيد القيرواني | - أسد بن الفرات - إبراهيم بن الأغلب - الصادق ثريا - جميلة الماجري - حاتم النقاطي | - حبيبة الغريبي - حسان بن النعمان - رضا الباهي - روح بن حاتم - سحنون بن سعيد التنوخي | - عبد الجليل بوقرة - عبد الرزاق الحمامي - عزيز ميلاد - علي بن سالم البكري - المعز بن باديس |

- أيمن محرزي

## وصلات خارجية
- موقع إعلامي وترفيهي خاص القيروان باللغة الفرنسية
- موقع تشكيلي خاص بالمعهد العالي للفنون والحرف بالقيروان باللغة العربية